# فومو مادي بن أبي بكر

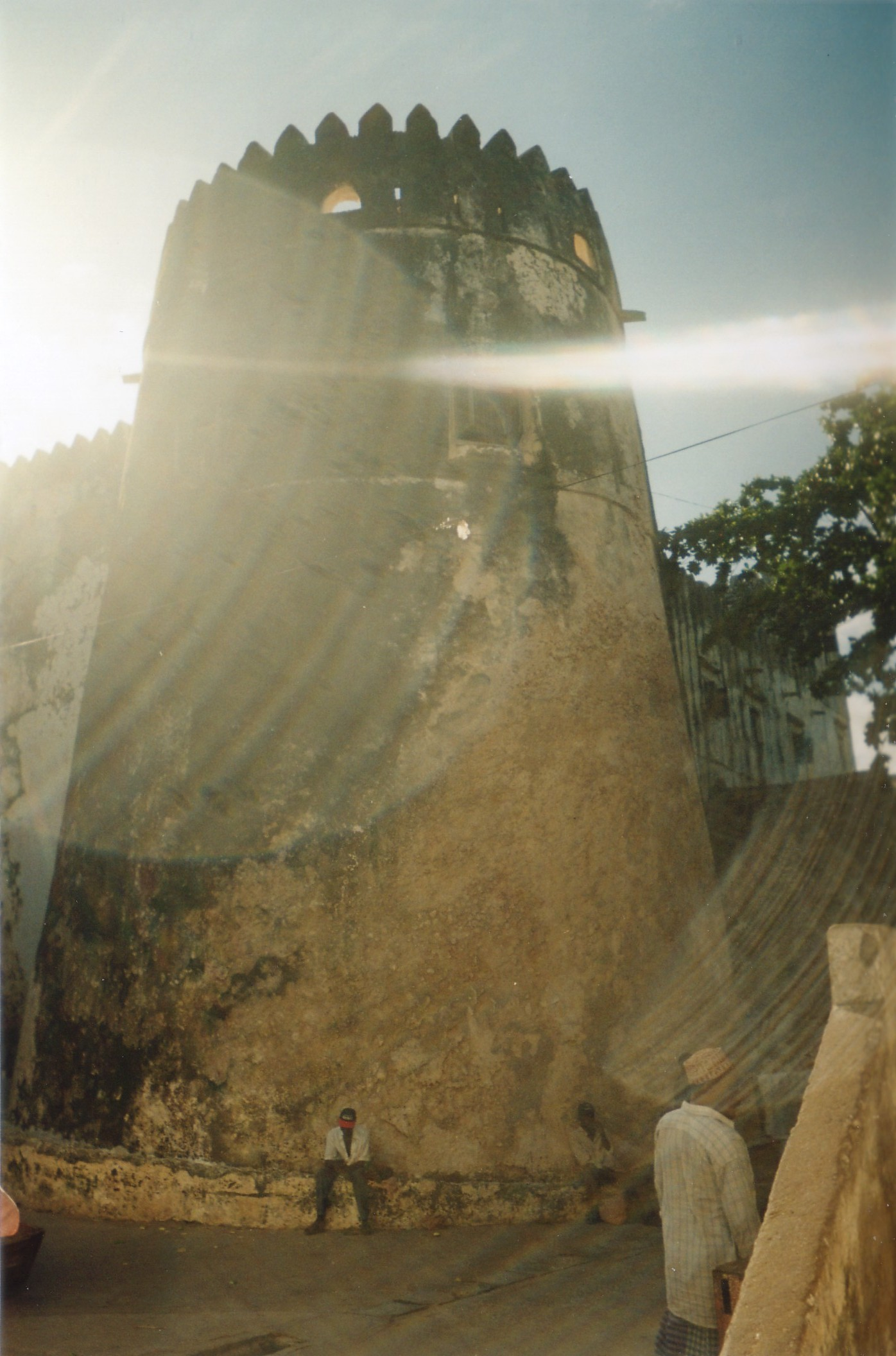
حصن لامو، في مدينة لامو، 2005

كان فومو مادي بن أبي بكر سلطان باتي بكينيا (1779 - 1809). وفي حوالي عام 1800 استولى سلطان باتي على لامو، إلا أن أهل لامو استاؤوا منه بشدة. وأقترح مستشار قديم مخلص لفومو مادي أن يبني حصن على الواجهة البحرية في بلدة لامو، لحماية أعضاء حكومته. وتوفي (وفاة طبيعية) قبل اكتمال الطابق الأول من الحصن.
كان هناك الكثير من الخلاف حول اختيار خليفته، حيث كان لديه خمسون طفلاً وكان جميع الأبناء والأصهار الذكور مؤهلين لتولي العرش. بعد "المؤازرة" من عائلة المزروعي (عُمانية الأصل) القوية من مومباسا،أُختير أحد أقاربه وهو أحمد بن شيخ ليكون السلطان التالي.

## ثبت المراجع
- Martin, Chryssee MacCasler Perry and Esmond Bradley Martin: Quest for the Past. An historical guide to the Lamu Archipelago. 1973.